# Antônio da Conceição Costa Ferreira
Antônio da Conceição Costa Ferreira, mais conhecido como Costa Ferreira, (Guimarães, 28 de julho de 1939) é um advogado, professor e político brasileiro que foi deputado federal pelo Maranhão.

## Dados biográficos
Filho de Messias Ferreira e Maria José Costa Ferreira. Em 1975 formou-se advogado pela Universidade Federal do Maranhão e cursou Ciências Sociais na Universidade de Brasília. Diácono da Assembleia de Deus fundou um movimento evangelístico que permeou quase todas as cidades do Maranhão que teve por nome "Missão Evangélica O Semeador", foi professor antes de entrar na vida política via ARENA elegendo-se vereador na cidade de São Luís em 1976 sendo reeleito pelo PDS em 1982.
Eleito deputado federal em 1986, participou do processo de redemocratização do Brasil que culminou na Constituinte de 1988. Reeleito em 1990, votou a favor do impeachment de Fernando Collor em 1992. Após mudar de partido por mais de uma vez durante a legislatura, foi eleito suplente de deputado federal via PP em 1994, assegurando sua permanência em Brasília graças à convocação de parlamentares para compor o secretariado da governadora Roseana Sarney e depois foi efetivado por causa do assassinato de Davi Alves Silva em Imperatriz. De volta ao PFL foi reeleito em 1998 e 2002 tendo uma passagem fugaz pelo PMDB embora tenha se fixado no PSC onde ficou na suplência de deputado federal nas três eleições seguintes embora tenha chegado  a exercer o mandato.
Foi secretário de Desenvolvimento Social no terceiro governo Roseana Sarney.